# Fideliopark

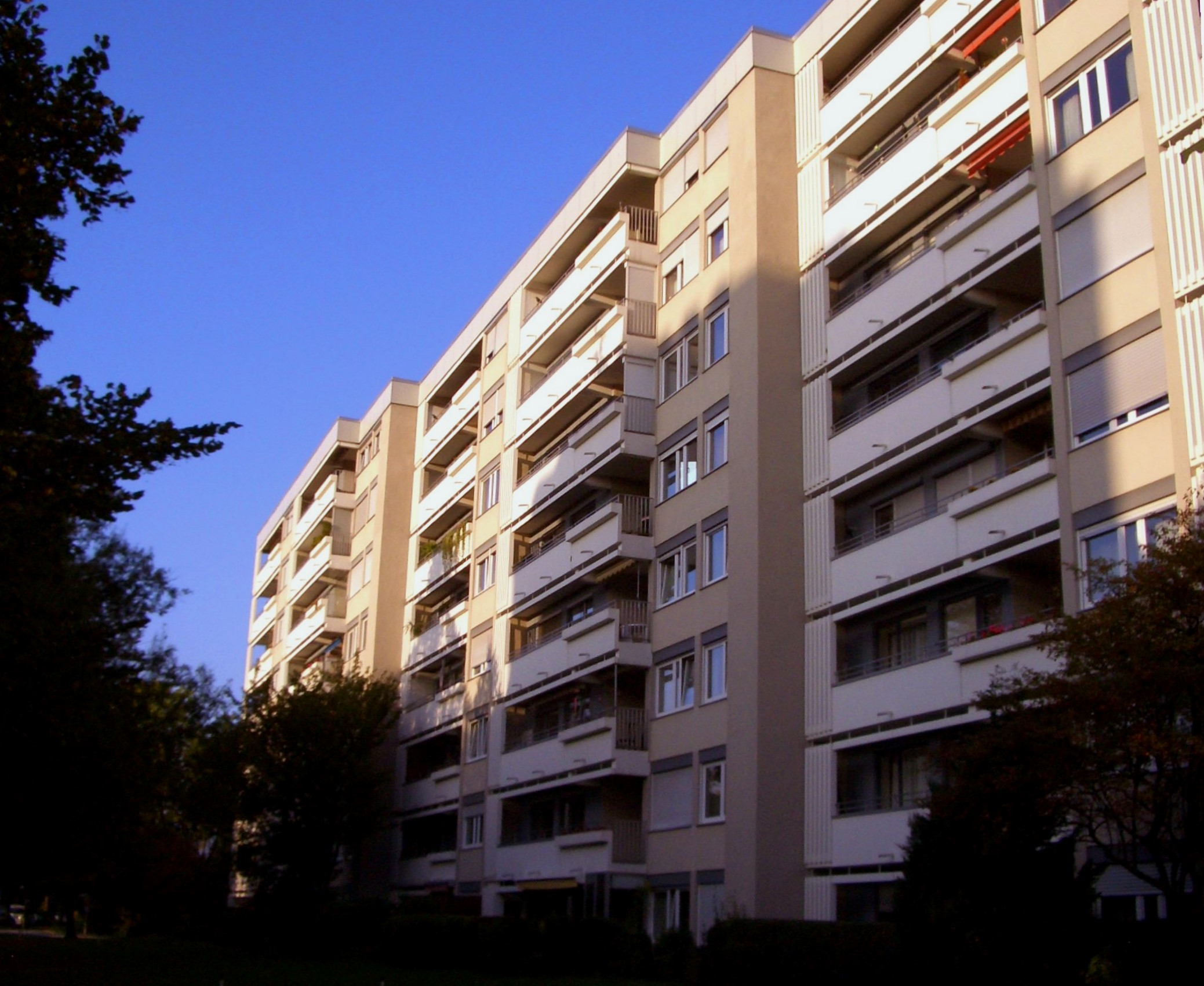
Wohnblock im Fideliopark

Der Fideliopark ist eine Siedlung in München.

## Lage

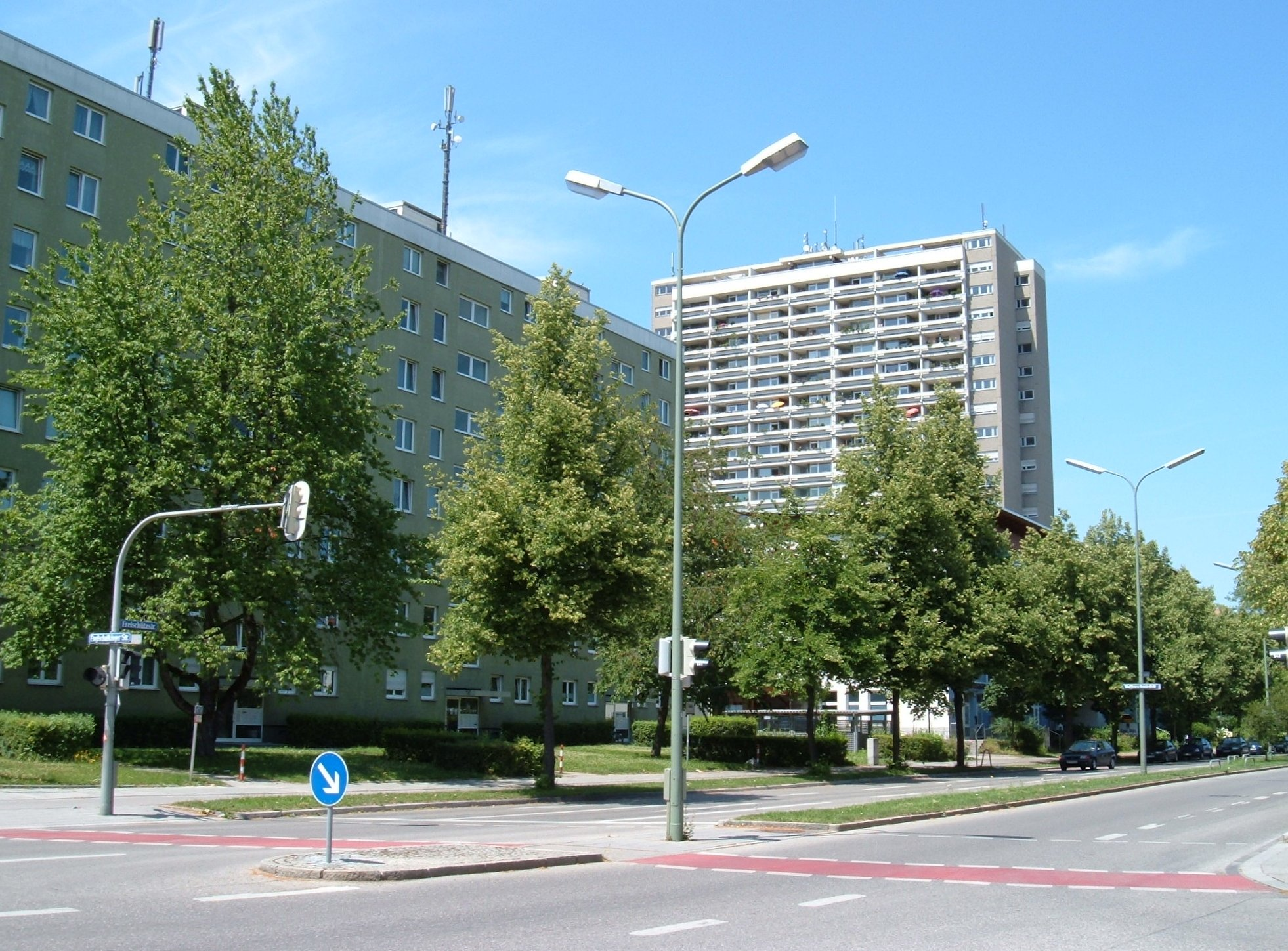
Häuser an der Freischützstraße

Die Siedlung liegt in dem Stadtteil Englschalking im Stadtbezirk 13 Bogenhausen. Sie erstreckt sich westlich der Freischützstraße von der Englschalkinger Straße im Süden bis zu der Fideliostraße im Norden, von der sie ihren Namen hat.

## Geschichte
Auf dem Gelände des Fidelioparks stand eine 1864 errichtete Ziegelei. Von den zahlreichen Ziegeleien, die im 19. Jahrhundert im Münchener Nordosten entstanden waren, war sie eine der wenigen, die noch nach dem Zweiten Weltkrieg in Betrieb war. Nach ihrer Stilllegung 1960 wurde ein Bebauungsplan für eine Siedlung aufgestellt und im November 1965 beschlossen. Die Bauzeit dauerte von 1966 bis 1970, Bauträger war die Neue Heimat.

## Beschreibung

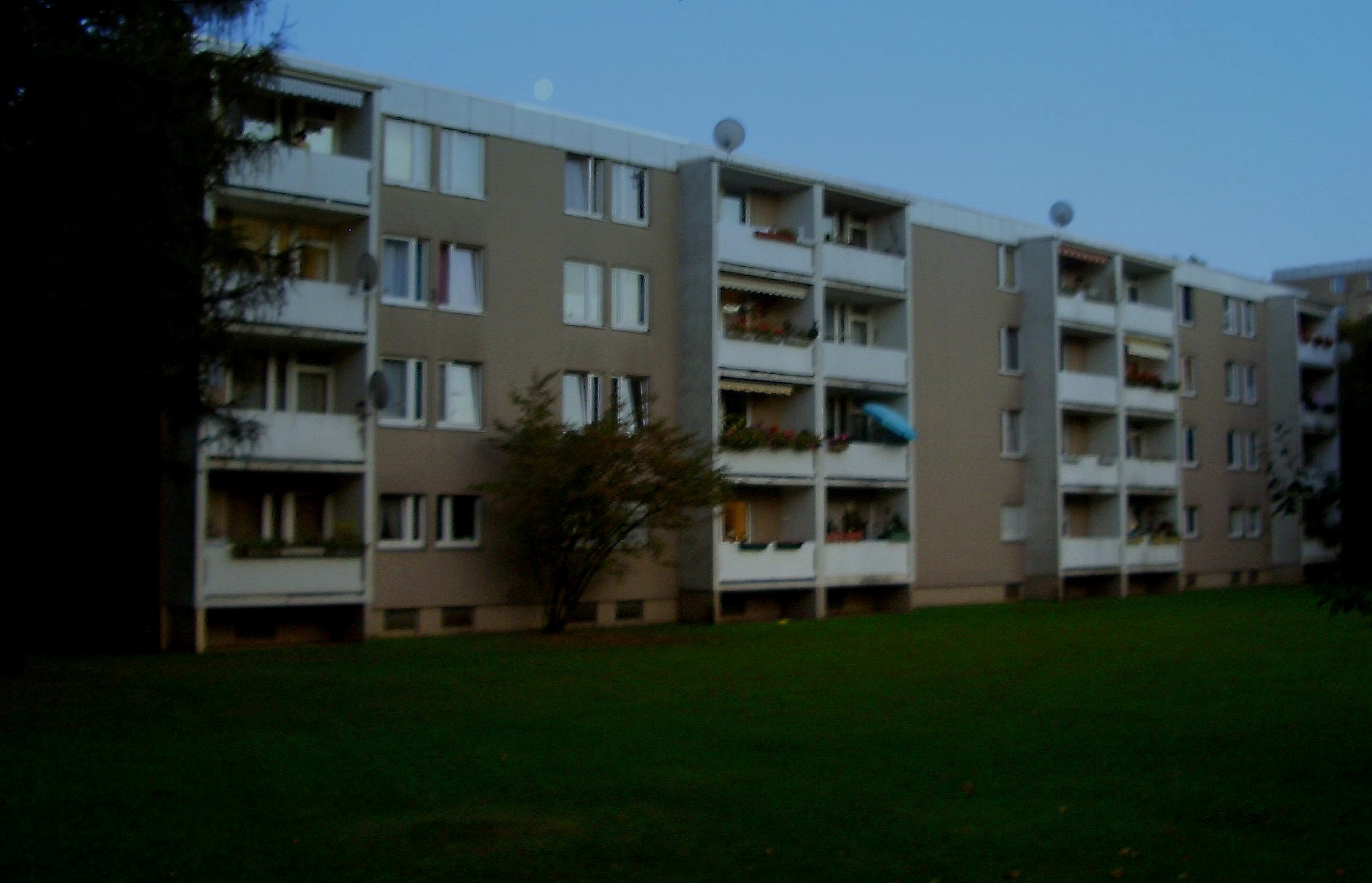
Viergeschossiger Wohnblock

Der Fideliopark hat in Nord-Süd-Richtung eine Ausdehnung von etwa 700 Metern und in Ost-West-Richtung von etwa 450 Metern. Seine Fläche beträgt etwa 32 Hektar.
Die Siedlung besteht überwiegend aus Wohnblocks, die in einer Grünanlage verstreut liegen. Entlang der Freischützstraße stehen Punkthochhäuser. Das höchste der Hochhäuser, es steht im Einkaufszentrum der Siedlung, hat 19 Stockwerke und war bei seiner Erbauung das höchste Hochhaus Münchens überhaupt.
Im Fideliopark wohnen etwa 6000 Einwohner in 1700 Wohneinheiten.

## Infrastruktur

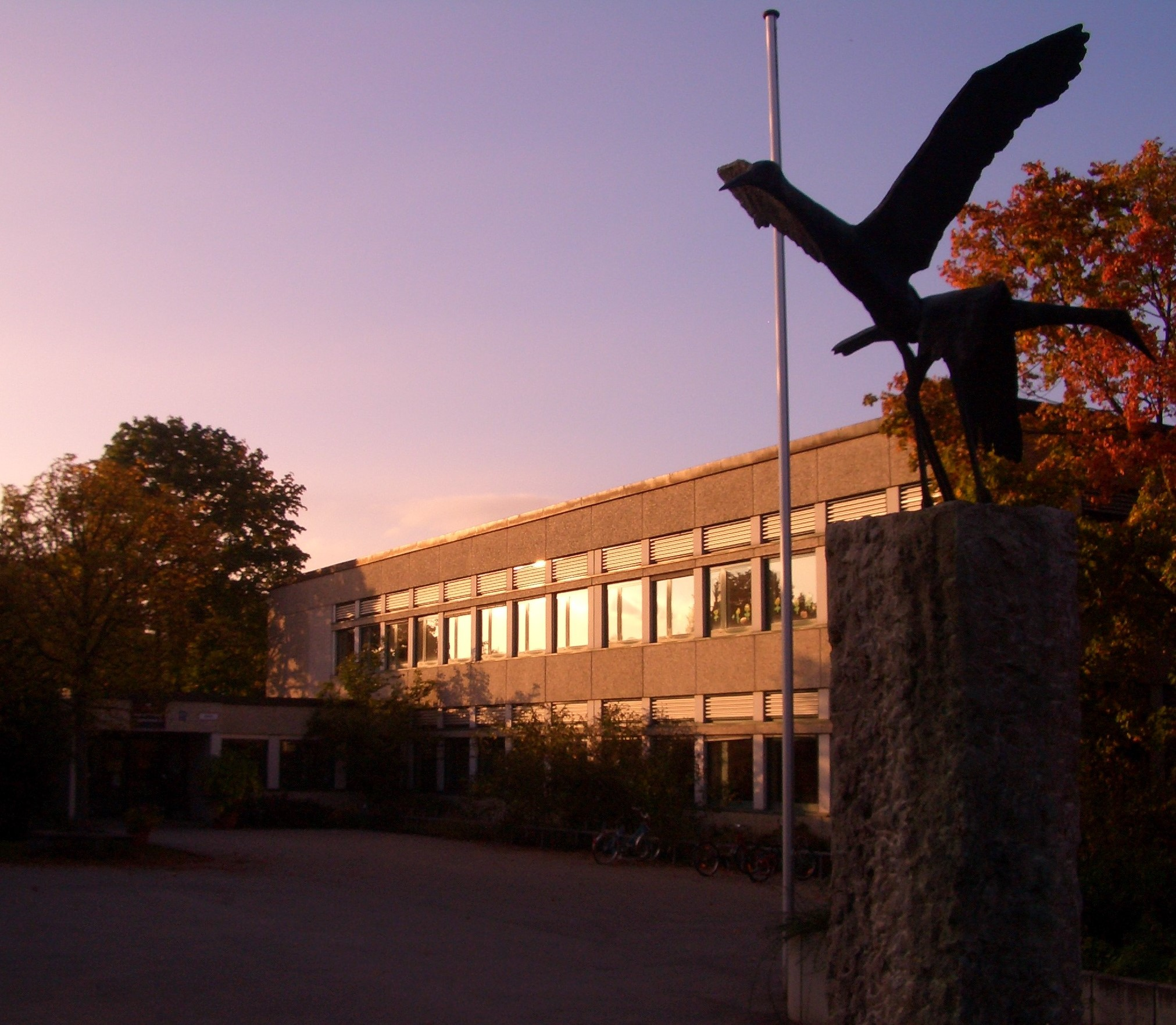
Schule an der Knappertsbuschstraße

Zusammen mit der Siedlung wurde ein Ladenzentrum und – an der Knappertsbuschstraße – eine Grund- und Mittelschule errichtet. Bereits vor dem Bau der Siedlung stand seit den 1930er Jahren die Schule an der Ostpreußenstraße – gleich gegenüber der Siedlung –, ein Werk von Hermann Leitenstorfer; sie dient heute als reine Grundschule.
An der Nordseite der Fideliostraße steht ein Freizeitheim, ein Hügel dahinter, aufgeschüttet aus dem Aushub der Wohnbauten, dient zum Rodeln.
Mit dem öffentlichen Nahverkehr ist die Siedlung bislang nur durch Buslinien erreichbar; die Realisierung einer bereits vorgeschlagenen Verlängerung der U-Bahn vom Arabellapark nach Englschalking mit Haltepunkt am Fideliopark ist derzeit nicht in Sicht.